# Colin Low, Baron Low of Dalston

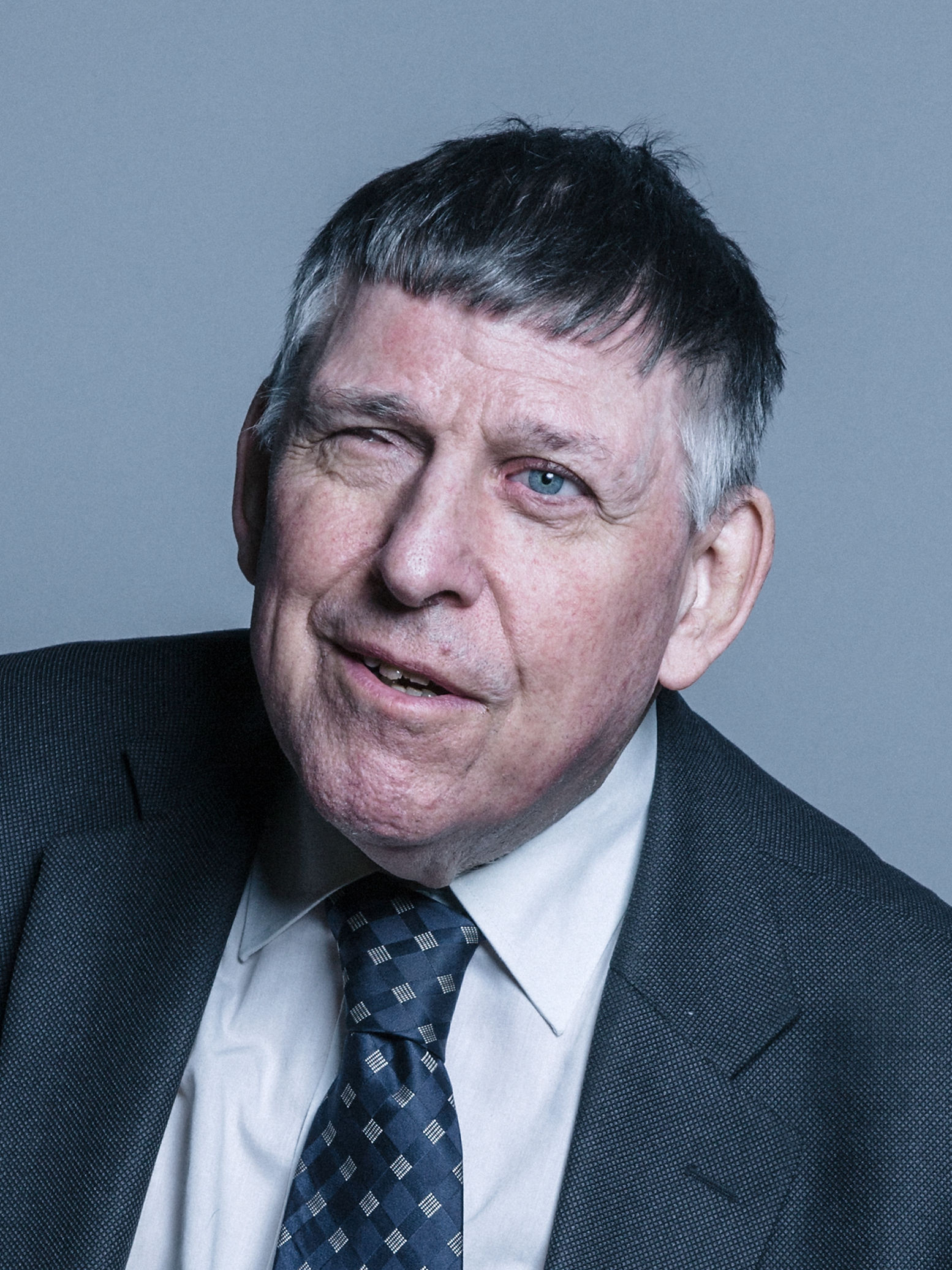
Colin Low, Baron Low of Dalston

Colin Mackenzie Low, Baron Low of Dalston, CBE (* 23. September 1942 in Edinburgh) ist ein britischer Politiker, Life Peer, Jurist und Hochschullehrer.

## Leben und Karriere
Colin Low, mit einem Augenleiden geboren, ist seit dem Alter von drei Jahren vollständig erblindet. Er besuchte das Worcester College for the Blind, eine Schule in der Trägerschaft des Royal National Institute for the Blind, in Worcestershire. Er studierte Rechtswissenschaften an der Cambridge University und am Queen’s College der Universität Oxford. Dort erwarb er ein Diplom im Fach Kriminologie. Von 1968 bis 1984 war er Dozent für Strafrecht und Kriminologie an der University of Leeds. 
1984 wurde er Direktor des Disability Resource Team in London, einer Organisation, die Beratung, Hilfe und Unterstützung für Menschen mit Behinderungen anbietet. Dieses Amt hatte er bis 1994 inne. Von 1994 bis 2000 ging Low als Senior Research Fellow an die City University London, wo er Theorien über Behinderung wissenschaftlich untersuchte und erforschte. 2000 wurde er Vorsitzender (Chairman) des Royal National Institute for the Blind. 2003 wurde er Präsident der European Blind Union; dort hatte er seit 1996 bereits in verschiedenen Ausschüssen mitgearbeitet.
Low übte zahlreiche weitere Ämter in verschiedenen Organisationen und Verbänden aus. Von 1996 bis 2000 war er Mitglied des National Disability Council. Von 1997 bis 1999 gehörte er der Disability Taskforce an. Von 2000 bis 2002 war er Beauftragter für Fragen der Integration Behinderter (Disability Rights Commissioner). 
Seit 2008 ist er Präsident von Skill: National Bureau for Students with Disabilities, einer Organisation, die Studenten mit Behinderungen bei der Studienplatzwahl berät sowie bei der Suche nach Praktikumsmöglichkeiten, Traineeprogrammen und beim Einstieg in den Arbeitsmarkt unterstützt. Seit 2009 ist er auch Präsident der UK Association for Accessible Formats (UKAAF), einer Organisation zur Förderung, Produktion, Herstellung und Vereinheitlichung von Standards beim Zugang von Behinderten zu Informationsquellen, insbesondere bei Tondokumenten, Veröffentlichungen in Blindenschrift und elektronischen Medien.

## Mitgliedschaft im House of Lords
Low wurde im Mai 2006 zum Life Peer als Baron Low of Dalston, of Dalston in the London Borough of Hackney, ernannt. Im House of Lords sitzt er als Crossbencher. Er war einer von sieben neuen, nicht parteigebundenen Peers. Die House of Lords Appointments Commission hatte Low aufgrund seines gesellschaftlichen Wirkens als Präsident des Royal National Institute for the Blind und als Präsident der European Blind Union sowie seines langjährigen Einsatzes für die Rechte von Menschen mit Behinderungen vorgeschlagen. Er wurde am 11. Juli 2006, unterstützt von Mary Warnock, Baroness Warnock, und Alf Morris, Baron Morris of Manchester offiziell in sein Amt eingeführt. Seine Antrittsrede hielt er am 21. November 2006. In dieser Rede trat Low ausdrücklich für die Rechte und Interessen blinder Menschen ein. Es sei sein politisches Ziel im House of Lords, sich für die Verbesserung der Arbeitsmöglichkeiten und die Integration blinder Menschen in der Gesellschaft einzusetzen. Er betonte die Gemeinsamkeit blinder Menschen mit anderen behinderten Menschen und gab seiner Hoffnung Ausdruck, als Blinder etwas zu der Vielfalt des House of Lords im Hinblick auf dessen Zusammensetzung beitragen zu können.
Als seine politischen Interessen gibt er außer der Beschäftigung mit Fragen der Behinderung weiterhin an: weiterführende Schulbildung, Förderung von Kunst und Musik, Rundfunkangelegenheiten, Strafrecht und Strafverfolgung. Länder von Interesse sind für ihn: die Vereinigten Staaten, Australien und Südafrika.
Im House of Lords setzte sich Low nachhaltig für die rechtliche und soziale Gleichstellung von Menschen mit Behinderungen, insbesondere für die Rechte Blinder, ein. In Zusammenhang mit dem in Großbritannien mittlerweile verabschiedeten integrierten Gleichstellungsgesetz (Equality Bill 2010) kritisierte Low, dass das Gesetz immer noch Punkte beinhalte, die bei behinderten Menschen Anlass zur Besorgnis geben, insbesondere die Einführung und gesetzliche Autorisierung eines Prüfungssystems, das Behinderte benachteilige. Low begrüßte das Gesetz zwar insgesamt, warnte aber gemeinsam mit Jane Campbell, Baroness Campbell of Surbiton und Rosalie Wilkins, Baroness Wilkins davor, dass die Equality Bill nicht den durch den Disability Discrimination Act (DDA) bisher gewährten Rechtsschutz von Behinderten einschränken dürfe.

## Ehrungen
1984 erhielt Low den Snowdon Award. 2000 wurde er zum Commander des Order of the British Empire ernannt. Er ist seit 2008 Honorable Fellow des Queen’s College Oxford.

## Privates
1969 heiratete er Jill Irene Coton, mit der er zwei Kinder hat, einen Sohn und eine Tochter. Privat ist er ein Liebhaber von Musik und von guten, hochwertigen Weinen.